# Discestra morana
Discestra morana là một loài bướm đêm trong họ Noctuidae.